# سيسنا سي أتش-1 سكاي هوك
سيسنا سي أتش-1 سكاي هوك (CH-1 صقر السماء)هي المروحية الوحيدة التي بنتها شركة سيسنا الأميركية. وكانت أول مروحية هبطت على قمة بايك وآخر مروحية بمحركات مروحية مكبسية التي كسرت الرقم القياسي لأعلى ارتفاع تحققه مروحية. قياسي. CH-1 واحد، اثنين البيضاء-الدوار الرئيسي، الأمامية ضرار المحرك الذي أعطى الطائرة مستقرة مركز الثقل (CG). لها شبه الأحادي الطائرة يشبه إلى حد كبير في ضوء الطائرة الأشقاء بناها سيسنا. CH-1 سميت عصا المدنية السوق، على غرار التسويق الأسماء المستخدمة في محرك واحد من طراز سيسنا الطائرة خط مثل سكاي هوك, سكلن و Skywagon. في جيش الولايات المتحدة عينت CH-1C كما YH-41 سينيكا. في حين CH-1 حققت العديد من طائرات الهليكوبتر أوليات وسجل رقما قياسيا عالميا لم أصبح تجارية أو عسكرية النجاح.

## طرازات أخرى

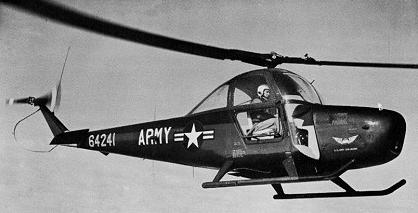
لنموذج واي آتش-41أي

سي أتش1-1
آلة اختبار من دون غلاف استخدمة في تجارب الطيران.
سي أتش-1
ااستخدم محرك أف آس أو-470 مع مقصروة بمقعدين.
سي أتش-1أي
حوامة بأربعة مقاعد التي تم إنشاؤها من أجل حل مشاكل التي سببها الذيل.
سي أتش-1بي
طورت ما أجل العمل العسكري عام 1955 استعمل محرك كونتيننتال أف أس أو-526 بقوة 270 حصان (200 كيلوواط) عند 3000 دورة في الدقيقة، مع والعتاد يحركها شحان والتبريد مروحي. 
واي أتش-41أي
قام الجيش الأميركي بشراء عشر حوامات واي آتش-41 أي من أجل تقييم إمكانية شرائها في المستقبل.
سي أتش-1سي
يو أتش-41أي
حوامات اشترت الحكومة الأميركية عشرة منها لدعم بعض الحكومات.
سي أتش-4
هي حوامة طورتها شركة سيسنا لدخول مسابقة الجيش الأمريكي لدعم برنامج الحوامات للمراقبة استخدمت محركات  أليسون 250 وضعت خلف مقعد الراكب الخلفي.
سي أتش-1دي
تحسين لحوامة سي أتش-1سي  بإضافة محرك كونيننتال ويرلواي (Whirlaway).

## المشغلون
- \اسلاح الجو الإكوادوري الهواء القوة. استخدمت أربعة سي أتش-41أي
- الجيش الإيراني. استخدم خمسة سي أتش-41أي ثم استبدت ببيل 205 و بيل 206.
- جيش الولايات المتحدة. استخدمت عشرة واي أتش-41أي للتقييم.

## المواصفات
البيانات من Jane's All The World's Aircraft 1961–62
الخصائص العامة
- طاقم: 1
- سعة: 3 passengers
- طول: 29 قدم 5 بوصة (8.97 م) (fuselage length), 42 قدم 6 بوصة (12.95 م) (overall length)
- ارتفاع: 8 قدم 3 بوصة (2.51 م)
- الوزن فارغة: 2,080 رطل (943 كـغ)
- الوزن الإجمالي: 3,100 رطل (1,406 كـغ)
- محركات: 1 × Continental FSO-526-A air-cooled six-cylinder horizontally-opposed engine, 270 حصان (200 كـو)
- قطر الدوار الرئيسي:    35 قدم 0 بوصة (10.67 م)
- مساحة الدوار الرئيسي: 962 قدم2 (89.4 م2)

أداء
- السرعة القصوى: 108 ميل/س (174 كم/س؛ 94 عقدة) at sea level
- مدى: 260 ميل (226 nmi؛ 418 كـم)
- قدرة التحمل: 5.15 hours (with auxiliary fuel)
- معدل الصعود: 1,030 قدم/د (5.2 م/ث) at 8,000 قدم (2,400 م)

### مزيد من القراءة
- Lambermont، Paul Marcel (1958). Helicopters and autogyros of the world. Cassell. OCLC 1247556.